# Fareed Majeed Ghadban
Fareed Majeed Ghadban (en árabe: فريد مجيد غضبان; nacido en Irak, 17 de agosto de 1986) es un futbolista internacional iraquí. Juega de defensa y su equipo actual es el Al-Talaba.

## Trayectoria
Fareed Majeed, que actúa como defensa o centrocampista defensivo, empezó su carrera futbolística en el Al-Talaba. Con este equipo gana una Copa de Irak en 2003.
Luego se une al Al Quwa Al Jawiya, club con el que conquista el título de Liga en la temporada 2004/05.
En la temporada 2007/08 milita en el Nayaf FC y al año siguiente regresa al Al-Talaba.

## Selección nacional
Ha sido internacional con la Selección de fútbol de Irak en 5 ocasiones. Su debut con la camiseta nacional se produjo en 2007.
Ha sido convocado para disputar la Copa FIFA Confederaciones 2009.

## Clubes
| Club              | País | Año       |
| ----------------- | ---- | --------- |
| Al-Talaba         | Irak | 2002-2003 |
| Al Quwa Al Jawiya | Irak | 2003-2007 |
| Nayaf FC          | Irak | 2007-2008 |
| Al-Talaba         | Irak | 2008-     |

## Títulos
- 1 Copa de Irak (Al-Talaba, 2003)
- 1 Liga de Irak, (Al Quwa Al Jawiya, 2005)